# 竹東少女命案
竹東少女命案又被稱為竹東少女性侵焚屍命案、竹東邱姓少女命案，此事件發生於新竹縣竹東鎮，2015年5月17日自強國中二年級的邱美○因細故在網咖與人發生口角，後遭凌虐、性侵、殺害、焚屍事件。

## 背景
邱美○就讀自強國中2年3班，有輕度智能障礙與其父同住，全家包括邱美○在內的5兄弟姊妹，皆領有身心障礙手冊，每個月有中低收入戶的身心障礙補助，其中邱姓少女的姊姊是極重度智障。在校期間人際社交有障礙，常常會被欺負或誤會在Facebook上發文說心情不好，但任教老師表示其平常善良、個性文靜。其父親為派遣工，工作忙碌無暇陪伴，因為家裡無電腦，她經常到網咖上Facebook跟朋友和老師聊天排遣寂寞，平日十分乖巧也相當節省，僅待一、兩小時即離開，且多半只點飲料未有奢侈開銷。
林春雄出身新竹縣尖石鄉新樂部落，2001年其母帶著林春雄和一名男子同居，因為不堪家暴某天晚上酒後與對方起口角，林母在他的面前持刀殺死同居人並入獄服刑。在發生此事件之前有數次前科：2011年山老鼠盜木，臺灣新竹地方法院刑事判刑6個月、緩刑2年，同年，酒駕被臺灣新竹地方法院判刑2個月、撤銷緩刑。2013年時追求邱姓女子被拒，竟持鐵棍打傷邱女，還拿汽油燒毀對方工作超商的機車與招牌，被新竹地院依公共危險罪判刑1年4月，2014年11月才出獄。2015年3月因故和劉姓男子起爭執，與陳哲儒強行擄走劉男並施以毆打後強迫簽下本票，犯下恐嚇取財罪。他的同居女友黃曉雲則住在鄰村梅花部落，2004～2005年交往期間生下一女後因故分開，直到2015年農曆春節期間方又復合。包含本案同夥古志強、何文軒等5人皆來自新竹縣尖石鄉泰雅族部落，平日下班後經常一同飲酒、聚會。
謝○薰、曾○儀亦來自新竹縣尖石鄉泰雅族部落，平常與父母同住，但父母常工作到深夜才回家，兩童便常在竹東市區閒晃，又因喜歡到網咖玩方塊遊戲，結成好友，會一起蹺課，學校先前已把兩童列為高風險輔導個案。 謝○薰常到鄰居林春雄、黃曉雲租屋處玩樂，缺乏照顧的她把兩人當父母崇拜。 

## 經過
2015年5月17日晚間邱美○和謝○薰在網咖內發生口角，謝○薰打電話給林春雄告知被侮辱與聲稱邱美○曾也辱罵過黃曉雲，林春雄心生不滿於是帶著女友黃曉雲、謝○薰、曾○儀、找來好友陳哲儒、古志強、何文軒一行7個人同前往尋仇，由謝○薰誘騙邱美○從網咖走出後擄走。
5人分別騎乘機車，將邱美○強押至竹東鎮大同國小旁步道，持竹棍、安全帽毆打。期間陳哲儒還叫曾姓、謝姓女童徒手毆打邱美○，直到被經過的路人制止才停手。一行人再將邱美○強押、載運至更隱密的竹東河濱公園竹林大橋下，用石塊等堅硬物品或以拳打、腳踹邱美○要害。陳哲儒更指使古志強、何文軒架住邱美○身體，要曾姓、謝姓少女持石塊敲擊邱美○頭部多次，還恐嚇邱美○，如果不接受強姦就會被打死，最後由何文軒、古志強先後性侵邱美○得逞，隨後除以言語羞辱極度踐踏邱美○人格尊嚴外仍繼續毆打。邱美○不堪長時間凌虐倒地不起，7人見狀便將她扔在原地等死，跑到卡拉OK歡唱。
一個多小時後，陳哲儒、古志強回到竹林大橋下查看邱美○，見邱美○死亡，便將她棄置在旁偏僻草叢內，再返回卡拉OK告訴眾人邱美○死亡訊息。由林春雄、陳哲儒、古志強、何文軒4人回到現場，以砂石塗擦邱美○臉部，使屍體容貌不復辨認，隔日4人購買汽油後再回現場，由何男點火焚屍。

## 調查過程
2015年5月17日，夜間邱美○慘遭凌虐、性侵身亡。
- 5月18日，老師發現邱美○未到校上課即連繫邱父，邱父告知女兒在媽媽那。[15]
- 5月19日，老師聯繫不上家屬。
- 5月20日，老師聯繫邱父，邱父告知，在乾媽那。
- 5月21日，謝○薰於104年5月18日20時對一名在工地打工的少年炫耀：「向她嗆聲的少女已經被打死丟在竹林橋下」；該名少年再將此消息告知其叔，其叔在竹東河濱公園竹林大橋下方及鄰近地區詳加尋找但未尋獲。又通報邱美○就讀之學校，警方輾轉接獲舉報後，於竹林大橋下發現屍體。[16][17]當晚隨即逮捕7人歸案。
- 7月10日，新竹地檢署偵查終結，林春雄等5人依殺人、強制性交、毀損屍體等罪嫌提起公訴。

## 審判過程
2016年6月24日，新竹地方法院一審宣判，法院認定黃曉雲與男友林春雄，及友人陳哲儒、古志強、何文軒等5人涉犯強制性交、殺人等罪全部判處無期徒刑、褫奪公權終身。
2017年3月21日，台灣高等法院二審宣判，法院認定被告5人沒有殺人犯意，改依傷害致死、加重強制性交等論罪。審酌林春雄等五人表明願意賠償被害家屬近1100萬元，何文軒案發後還試圖打電話救邱女，黃曉雲等人犯後均表達悔意，經台大醫院鑑定認為五嫌智能屬中低程度，容易衝動、欠缺控制能力，因此將黃曉雲、古志強、何文軒均從無期徒刑酌減刑期改判20至28年不等有期徒刑，林春雄、陳哲儒2人仍因犯行重大均判無期徒刑。
2017年6月22日，最高法院宣判，認為未具體說明無殺人犯意，撤銷判決發回原審。
2018年8月8日，台灣高等法院更一審宣判，認為全案五人惡性重大，且無教化可能，為求分配正義及社會普遍的法律價值與正義，改判主嫌林春雄死刑，三名同夥加害人陳哲儒、古志強、何文軒無期徒刑；另因主嫌女友黃曉雲未參與性侵被害人，判刑有期徒刑20年，全案仍可上訴。
2018年10月25日，最高法院宣判，認為原審未查明受害者受二次重擊後有無存活可能性，即認為5名犯嫌構成不作為殺人罪、對於殺人故意未說明屬於直接故意或間接故意、未查明其餘四名共犯在性侵受害者時黃曉雲有無阻止即認定她無罪，撤銷判決發回原審。
2019年6月6日，台灣高等法院更二審宣判，認為依罪責相當原則，以表彰社會正義及符合社會上普通認可的法價值體系，不須考量有無教化可能作為減刑事由，判決林春雄死刑，而陳哲儒、古志強、何文軒無期徒刑，改判黃曉雲為無期徒刑，全案仍可上訴。
2019年8月1日，最高法院宣判，認為更二審判決認定林春雄性侵被害人的依據只有共犯自白，已違反刑事訴訟法156條第二項應調查其他必要證據之規定；更二審認定林春雄無悔意，惟林春雄除否認有殺人故意及性侵被害人外，其他事實皆承認，亦已與被害人家屬成立和解，雖尚未履行，但林春雄主張有一筆土地及車子可供支付和解金，似有悔過之意，故撤銷判決發回原審。
2019年12月24日，台灣高等法院更三審宣判，林春雄、黃曉雲、陳哲儒、古志強、何文軒均判處無期徒刑。法官認為林春雄等人犯行是基於殺人的不確定故意，非基於確定故意，惡性評價仍屬有別，不符公民與政治權利國際公約所指的「情節最重大之罪」，依公約規定不得判處死刑，而兩公約具國內法效力，因此依法不得判處死刑。新聞資料指出，林春雄等5人經送台大醫院鑑定結果，均認具有教化合理期待可能性或不能排除有此可能性。更三審審酌林春雄等人觸犯強制性交而殺被害人罪，對少女造成的痛苦強度、恐懼程度及時間上持續性，實非常人所能忍受，罪行重大至極，應量處法定刑中的次嚴厲刑即無期徒刑，並褫奪公權終身，仍可上訴。其後，檢察官認為被告5人有致甲女於死的直接故意，原審卻逕認被告5人並無殺害甲女之直接故意，與案卷事證有違，且依意涵未明確之臺大醫院精神鑑定報告書內容，認林春雄尚具有教化之合理期待可能或不能排除有此可能性，作為脫免死刑依據，顯然量刑有所不當，故再提起上訴。而被告5人各自認為非難以教化更生重返社會，且已成立和解，無期徒刑判決過重等理由再提起上訴。
2020年4月1日，最高法院宣判，認為檢察官及被告5人上訴目的，都置原判決所作的明白論斷於不顧，堅持己見為原判決中已經指謫駁斥的舊事項、舊話題再做爭辯，或對於事實審法院取捨證據與自由判斷「證據證明力」、或量刑之職權行使，用個人的見解或相異評價，任意指謫為違法，實在無理取鬧，因此駁回雙方、定讞。

依原判決說明，現有證據顯示被告5人殺人之犯意既均係出於間接、不確定故意，而非程度上更為蓄意、嚴重之直接、確定故意，因此不符合兩公約所謂「情節最重大之罪」。(兩公約於2009年立法院通過兩公約施行法，因此具備國內法效力。)

## 後續

### 涉案少女遭安置輔導保護處分
根據兒童及少年福利與權益保障法第2條、少年事件處理法85-1條，雖曾○儀現年9歲、謝○薰現年11歲皆未滿12歲但仍交由少年法庭審理，少年法庭104年度兒護字第9號裁定安置輔導保護處分確定。

### 網友公開林春雄女兒照片
2015年5月22日，整起林春雄殘忍的行為曝光，網友尋找到他的私人FACEBOOK，發現殺害邱美○後在隔天下午買汽油到竹林大橋下焚屍時，竟還在臉書打卡曬恩愛，張貼出2張他和女兒的合照留言說：「我的寶貝女兒。」，其行徑令人髮指、激起憤愾。
2015年5月23日，於是有網友刻意在FACEBOOK上成立粉絲團，放上兇嫌林春雄女兒的照片，並在上頭打著「我的爸爸是殺人犯，輪姦殺人又焚屍」，約莫有有1千多人按讚，經輿論撻伐後自行關閉。

### 主嫌林春雄獄中離奇暴斃身亡
時年37歲林春雄，2020年4月從北所移往北監服刑，2021年10月22日早上8點半到工場時，向戒護人員反映身體不適，緊急送往聖保祿醫院後於10點05分宣告死亡。